# Liste der Stolpersteine im Kölner Stadtteil Bickendorf
Die Liste der Stolpersteine im Kölner Stadtteil Bickendorf führt die vom Künstler Gunter Demnig verlegten Stolpersteine im Kölner Stadtteil Bickendorf auf.
Die Liste der Stolpersteine beruht auf den Daten und Recherchen des NS-Dokumentationszentrums der Stadt Köln, zum Teil ergänzt um Informationen und Anmerkungen aus Wikipedia-Artikeln und externen Quellen. Ziel des Kunstprojektes ist es, biografische Details zu den Personen, die ihren (letzten) freiwillig gewählten Wohnsitz in Köln hatten, zu dokumentieren, um damit ihr Andenken zu bewahren.
Anmerkung: Vielfach ist es jedoch nicht mehr möglich, eine lückenlose Darstellung ihres Lebens und ihres Leidensweges nachzuvollziehen. Insbesondere die Umstände ihres Todes können vielfach nicht mehr recherchiert werden. Offizielle Todesfallanzeigen aus den Ghettos, Haft-, Krankenanstalten sowie den Konzentrationslagern können oft Angaben enthalten, die die wahren Umstände des Todes verschleiern, werden aber unter der Beachtung dieses Umstandes mitdokumentiert.
| Bild                                                      | Name sowie Details zur Inschrift | Adresse                                                            | Zusätzliche Informationen |
| --------------------------------------------------------- | --- | ------------------------------------------------------------------ | --- |
| Stolperstein Köln, Betty Blumenthal (Akazienweg 1)        | Hier wohnte Betty Blumenthal (Jahrgang 1894) Interniert 1942 Lager Müngersdorf Deportiert 1942 Theresienstadt 1943 Auschwitz Ermordet 1944                                          | Akazienweg 1 (Standort)                                            | Der im November 2013 verlegte Stolperstein erinnert an Elisabeth (Betty) Blumenthal, geboren am 11. Mai 1894 in Köln-Buchheim. Die unverheiratete Elisabeth Blumenthal war die Tochter von Hermann und Sibilla Blumenthal (geb. Wolff). Die Familie lebte in der damals neu gebauten Wohnsiedlung der GAG am Akazienweg. 1936 wurde die Familie gezwungen, in ein sog. „Judenhaus“ an der Ecke Bismarckstraße/Venloer Straße zu ziehen. 1941 wurden Hermann Blumenthal und seine Töchter im Lager Müngersdorf interniert. Am 15. Juni 1942 wurden sie mit dem Transport III/1 von Köln in das Ghetto Theresienstadt deportiert. Elisabeth Blumenthal und ihre Schwester Johanna kamen von dort aus am 23. Januar 1943 in das Vernichtungslager Auschwitz. |
| Stolperstein Köln, Hannah Blumenthal (Akazienweg 1)       | Hier wohnte Hannah Blumenthal (Jahrgang 1899) Interniert 1942 Lager Müngersdorf Deportiert 1942 Theresienstadt 1943 Auschwitz Ermordet 1944                                         | Akazienweg 1 (Standort)                                            | Der im November 2013 verlegte Stolperstein erinnert an Johanna (Hannah) Blumenthal, geboren am 12. August 1899 in Köln-Mülheim. Die unverheiratete Johanna Blumenthal war die Tochter von Hermann und Sibilla Blumenthal (geb. Wolff). Die Familie lebte in der damals neu gebauten Wohnsiedlung der GAG am Akazienweg. 1936 wurde die Familie gezwungen, in ein sog. „Judenhaus“ an der Ecke Bismarckstraße/Venloer Straße zu ziehen. 1941 wurden Hermann Blumenthal und seine Töchter im Lager Müngersdorf interniert. Am 15. Juni 1942 wurden sie mit dem Transport III/1 von Köln in das Ghetto Theresienstadt deportiert. Johanna Blumenthal und ihre Schwester Elisabeth kamen von dort aus am 23. Januar 1943 in das Vernichtungslager Auschwitz. |
| Stolperstein Köln, Hermann Blumenthal (Akazienweg 1)      | Hier wohnte Hermann Blumenthal (Jahrgang 1868) Interniert 1942 Lager Müngersdorf Deportiert 1942 Theresienstadt Ermordet 16. Januar 1943                                            | Akazienweg 1 (Standort)                                            | Der im November 2013 verlegte Stolperstein erinnert an Hermann Blumenthal, geboren am 5. Februar 1868 in Treptow, Pommern. Hermann Blumenthal war in Posen Schlachthofdirektor, bis er 1920 eine Stellung als Standesbeamter in Köln-Mitte bekam. Hier lebte er mit seiner Familie in der damals neu gebauten Wohnsiedlung der GAG am Akazienweg. Seine Frau Sibilla starb 1934 an Leberkrebs. 1936 wurde die Familie gezwungen, in ein sog. „Judenhaus“ an der Ecke Bismarckstraße/Venloer Straße zu ziehen. 1941 wurden Hermann Blumenthal und seine Töchter im Lager Müngersdorf interniert. Am 15. Juni 1942 wurden sie mit dem Transport III/1 von Köln in das Ghetto Theresienstadt deportiert, dort starb er an den Folgen der Mangelernährung am 16. Januar 1943. Seine Töchter wurden am 23. Januar 1943 in das Vernichtungslager Auschwitz verbracht. |
| Stolperstein für Marusja Ermakowa (Vitalisstraße 218)     | Hier lebte zwangsweise Marusja Ermakowa (Jahrgang 1922) Sowjetische Zwangsarbeiterin Lackfabrik Herbig-Haarhaus Tot 13. November 1942                                               | Vitalisstr. 218 (Verlegestelle Ecke Vogelsanger Straße) (Standort) | Der am 22. November 2017 verlegte Stolperstein erinnert an Marusja Ermakowa, geboren am 18. Januar 1922 in Tereschow. Die Zwangsarbeiterin Marusja Ermakowa starb am 13. oder 18. November 1942 in der Hilfsklinik des Jüdischen Wohlfahrtszentrums Ottostraße 85 und wurde auf dem Kölner Westfriedhof beerdigt. Der Stolperstein wurde von den Fraktionen in der Bezirksvertretung Ehrenfeld beim Rat der Stadt Köln im Gedenken an getötete Zwangsarbeiter*innen beantragt. |
| Stolperstein Köln, Karl Frankenstein (Häuschensweg 18)    | Hier wohnte Karl Frankenstein (Jahrgang 1891) Deportiert 1941 Łódź/Litzmannstadt Tot 7. Februar 1942                                                                                | Häuschensweg 18 (Standort)                                         | Der am 2. März 2011 neu verlegte Stolperstein erinnert an Karl Frankenstein, geboren am 13. März 1891 in Northeim. Der Arbeiter Karl Carl Karol Frankenstein wohnte in Hannover, Köln und in der Heil- und Pflegeanstalt Wiesloch. Mit dem 8. Transport wurde er am 21. Oktober 1941, von Köln aus, in das Ghetto Litzmannstadt deportiert, dort starb er am 7. Februar 1942. Der ursprüngliche Stolperstein wurde im April 2001 verlegt. Seit 2003 zeigte die Verlegestelle deutliche Spuren von massiver Gewalteinwirkung. Am 2. März 2011 wurden die Steine am Häuschensweg 18 neu verlegt. Im Juni 2017 wurden die Steine vorübergehend sichergestellt, damit sie bei anstehenden Baumaßnahmen nicht beschädigt werden. |
| Stolperstein Köln, Albert Herz (Häuschensweg 18)          | Hier wohnte Albert Herz (Jahrgang 1877) Deportiert 1941 Łódź/Litzmannstadt Ermordet Mai 1942 in Kulmhof/Chelmno                                                                     | Häuschensweg 18 (Standort)                                         | Der am 2. März 2011 neu verlegte Stolperstein erinnert an Albert Herz, geboren am 22. September 1877 in Nümbrecht. Der Arbeiter Albert Herz war der Sohn von Bernhard und Regine Herz (geb. Speier). Verheiratet war er mit Mathilde Herz (geb. Herz). Gemeinsam wurden sie mit dem 16. Transport am 30. Oktober 1941, von Köln aus, in das Ghetto Litzmannstadt deportiert, von dort aus kamen sie im Mai 1942 in das Vernichtungslager Kulmhof. Dort verliert sich ihre Spur. Der ursprüngliche Stolperstein wurde im April 2001 verlegt. Seit 2003 zeigte die Verlegestelle deutliche Spuren von massiver Gewalteinwirkung. Am 2. März 2011 wurden die Steine am Häuschensweg 18 neu verlegt. Im Juni 2017 wurden die Steine vorübergehend sichergestellt, damit sie bei anstehenden Baumaßnahmen nicht beschädigt werden. |
| Stolperstein Köln, Harry Herz (Häuschensweg 18)           | Hier wohnte Harry Herz (Jahrgang 1935) Deportiert 1941 Łódź/Litzmannstadt Ermordet September 1942 in Kulmhof/Chelmno                                                                | Häuschensweg 18 (Standort)                                         | Der am 2. März 2011 neu verlegte Stolperstein erinnert an Harry Herz, geboren am 22. November 1935 in Köln. Harry Herz war der Sohn von Karl Sally Herz und seiner Frau Marga (geb. Levy). Die Familie wurde mit dem 8. Transport am 22. Oktober 1941, von Köln aus, in das Ghetto Litzmannstadt deportiert, von dort aus kam Harry Herz gemeinsam mit seiner Mutter im September 1942 in das Vernichtungslager Kulmhof. Dort verliert sich ihre Spur. Der ursprüngliche Stolperstein wurde im April 2001 verlegt. Seit 2003 zeigte die Verlegestelle deutliche Spuren von massiver Gewalteinwirkung. Am 2. März 2011 wurden die Steine am Häuschensweg 18 neu verlegt. Im Juni 2017 wurden die Steine vorübergehend sichergestellt, damit sie bei anstehenden Baumaßnahmen nicht beschädigt werden. |
| Stolperstein Köln, Karl Sally Herz (Häuschensweg 18)      | Hier wohnte Karl Sally Herz (Jahrgang 1907) Deportiert 1941 Łódź/Litzmannstadt Kulmhof/Chelmno Ermordet 7. Juli 1944                                                                | Häuschensweg 18 (Standort)                                         | Der am 2. März 2011 neu verlegte Stolperstein erinnert an Karl Sally Herz, geboren am 6. Juni 1907 in Köln. Der Kraftfahrer Karl Sally Herz war mit Marga Herz (geb. Levy) verheiratet. Gemeinsam hatten sie den Sohn Harry Herz. Die Familie wurde mit dem 8. Transport am 22. Oktober 1941, von Köln aus, in das Ghetto Litzmannstadt deportiert, von dort aus kam Karl Sally Herz am 7. Juli 1944 in das Vernichtungslager Kulmhof. Dort verliert sich seine Spur. Der ursprüngliche Stolperstein wurde im April 2001 verlegt. Seit 2003 zeigte die Verlegestelle deutliche Spuren von massiver Gewalteinwirkung. Am 2. März 2011 wurden die Steine am Häuschensweg 18 neu verlegt. Im Juni 2017 wurden die Steine vorübergehend sichergestellt, damit sie bei anstehenden Baumaßnahmen nicht beschädigt werden. |
| Stolperstein Köln, Marga Herz (Häuschensweg 18)           | Hier wohnte Marga Herz, geb. Levy (Jahrgang 1909) Deportiert 1941 Łódź/Litzmannstadt Ermordet September 1942 in Kulmhof/Chelmno                                                     | Häuschensweg 18 (Standort)                                         | Der am 2. März 2011 neu verlegte Stolperstein erinnert an Marga Herz (geborene Levy), geboren am 10. Dezember 1909 in Köln. Die Arbeiterin Marga Herz war mit Karl Sally Herz verheiratet. Gemeinsam hatten sie den Sohn Harry Herz. Die Familie wurde mit dem 8. Transport am 22. Oktober 1941, von Köln aus, in das Ghetto Litzmannstadt deportiert, von dort aus kam Marga Herz gemeinsam mit ihrem Sohn im September 1942 in das Vernichtungslager Kulmhof. Dort verliert sich ihre Spur. Der ursprüngliche Stolperstein wurde im April 2001 verlegt. Seit 2003 zeigte die Verlegestelle deutliche Spuren von massiver Gewalteinwirkung. Am 2. März 2011 wurden die Steine am Häuschensweg 18 neu verlegt. Im Juni 2017 wurden die Steine vorübergehend sichergestellt, damit sie bei anstehenden Baumaßnahmen nicht beschädigt werden. |
| Stolperstein Köln, Mathilde Herz (Häuschensweg 18)        | Hier wohnte Mathilde Herz (Jahrgang 1880) Deportiert 1941 Łódź/Litzmannstadt Ermordet Mai 1942 in Kulmhof/Chelmno                                                                   | Häuschensweg 18 (Standort)                                         | Der am 2. März 2011 neu verlegte Stolperstein erinnert an Mathilde Herz, geboren am 17. November 1880 in Polch. Die Hausfrau Mathilde Herz war die Tochter von Hermann und Johannetta Herz (geb. Bender). Verheiratet war sie mit Albert Herz. Gemeinsam wurden sie mit dem 16. Transport am 30. Oktober 1941, von Köln aus, in das Ghetto Litzmannstadt deportiert, von dort aus kamen sie im Mai 1942 in das Vernichtungslager Kulmhof. Dort verliert sich ihre Spur. Der ursprüngliche Stolperstein wurde im April 2001 verlegt. Seit 2003 zeigte die Verlegestelle deutliche Spuren von massiver Gewalteinwirkung. Am 2. März 2011 wurden die Steine am Häuschensweg 18 neu verlegt. Im Juni 2017 wurden die Steine vorübergehend sichergestellt, damit sie bei anstehenden Baumaßnahmen nicht beschädigt werden. Am 19. März 2018 wurde beschlossen, einen am Häuschensweg liegenden Fuß- und Radweg in Mathilde-Herz-Weg zu benennen. |
| Stolperstein Köln, Elisabeth Jansen (Vogelsangerstr. 344) | Hier wohnte Elisabeth Jansen, geb. Weisweiler (Jahrgang 1903) Im Widerstand Verhaftet 1935 ′Vorbereitung zum Hochverrat′ Verurteilt 1936 Flucht in den Tod November 1944 Brauweiler | Vogelsangerstr. 344 (Standort)                                     | Der am 22. Oktober 2015 verlegte Stolperstein erinnert an Elisabeth Jansen (geb. Weisweiler), geboren 1903 im Kreis Düren. Elisabeth Jansen war mit Lambert Jansen verheiratet, gemeinsam hatten sie drei Kinder und wohnten in Köln. Aktiv im Kommunistischen Jugendverband Deutschlands (KJVD) wurde sie 1936 wegen „Vorbereitung zum Hochverrat“ verhaftet. Ihr wurde vorgeworfen die Zeitung Jungprolet vertrieben und „illegale“ Funktionäre der KPD und des KJVD unterstützt zu haben. Sie wurde zu über zwei Jahren Gefängnis verurteilt. Ihr Ehemann Lambert Jansen wurde bereits 1935 wegen „Vorbereitung zum Hochverrat“ zu mehr als drei Jahren Zuchthaus verurteilt. Nach Verbüßung der Haftstrafe wurde das Ehepaar zunächst wieder entlassen. Elisabeth und Lambert Jansen wurden im Oktober 1944 erneut verhaftet. Lambert Jansen wurde im Gestapo-Gefängnis in der Abtei Brauweiler zu Tode gefoltert. Nach seinem Tod beging Elisabeth Jansen dort Selbstmord. Das Ehepaar wurde später auf einem Gräberfeld für Gestapo-Opfer in Brauweiler bestattet. Den Stolperstein für Elisabeth Jansen stiftete die Frauenorganisation Soroptimists International Club Köln. In Lechenich wurde die Elisabeth-Jansen-Straße nach ihr benannt. |
| Stolperstein Köln, Lambert Jansen (Vogelsangerstr. 344)   | Hier wohnte Lambert Jansen (Jahrgang 1899) Im Widerstand Verhaftet von Gestapo Ermordet November 1944                                                                               | Vogelsangerstr. 344 (Standort)                                     | Der verlegte Stolperstein erinnert an Lambert Jansen, geboren 1899. Lambert Jansen war mit Elisabeth Jansen verheiratet, gemeinsam hatten sie drei Kinder und wohnten in Köln. Aktiv im Kommunistischen Jugendverband Deutschlands (KJVD) wurde er 1935 wegen „Vorbereitung zum Hochverrat“ verhaftet und zu mehr als drei Jahren Zuchthaus verurteilt. Im folgenden Jahr wurde auch seine Ehefrau wegen „Vorbereitung zum Hochverrat“ verhaftet und zu über zwei Jahren Gefängnis verurteilt. Nach Verbüßung der Haftstrafe wurde das Ehepaar zunächst wieder entlassen. Elisabeth und Lambert Jansen wurden im Oktober 1944 erneut verhaftet. Lambert Jansen wurde im Gestapo-Gefängnis in der Abtei Brauweiler zu Tode gefoltert. Nach seinem Tod beging Elisabeth Jansen dort Selbstmord. Das Ehepaar wurde später auf einem Gräberfeld für Gestapo-Opfer in Brauweiler bestattet. |
| Stolperstein Köln, Gertrud Marchand (Weißdornweg 36)      | Hier wohnte Gertrud Marchand (Jahrgang 1922) Deportiert 1942 Ermordet in Minsk | Weißdornweg 36 (Standort)                                          | Der Stolperstein erinnert an Gertrud Marchand, geboren am 10. September 1922 in Köln. Gertrud Marchand war die Tochter von Louis und Helene Marchand (geb. Franken). Nach Umsiedlung und Inhaftierung im Zwangsarbeitslager Bardenberg wurde die gesamte Familie Marchand, von Köln aus, am 20. Juli 1942 in das Vernichtungslager Maly Trostinez deportiert. Nach Ankunft in Minsk am 24. Juli 1942 wurden alle Menschen aus dem Kölner Transport (Da 219) ermordet. |
| Stolperstein Köln, Helene Marchand (Weißdornweg 36)       | Hier wohnte Helene Marchand (Jahrgang 1894) Deportiert 1942 Ermordet in Minsk | Weißdornweg 36 (Standort)                                          | Der Stolperstein erinnert an Helene Marchand (geb. Franken), geboren am 20. Juni 1894 in Herbern. Die Hausfrau Helene Marchand war die Tochter von Salomon und Julie Franken (geb. Samuel). Verheiratet war sie mit Louis Marchand, gemeinsam hatten sie einen Sohn Lothar und eine Tochter Gertrud. Nach Umsiedlung und Inhaftierung im Zwangsarbeitslager Bardenberg wurde die gesamte Familie Marchand, von Köln aus, am 20. Juli 1942 in das Vernichtungslager Maly Trostinez deportiert. Nach Ankunft in Minsk am 24. Juli 1942 wurden alle Menschen aus dem Kölner Transport (Da 219) ermordet. |
| Stolperstein Köln, Lothar Marchand (Weißdornweg 36)       | Hier wohnte Lothar Marchand (Jahrgang 1932) Deportiert 1942 Ermordet in Minsk | Weißdornweg 36 (Standort)                                          | Der Stolperstein erinnert an Lothar Marchand, geboren am 6. Januar 1932 in Köln. Lothar Marchand war der Sohn von Louis und Helene Marchand (geb. Franken). Nach Umsiedlung und Inhaftierung im Zwangsarbeitslager Bardenberg wurde die gesamte Familie Marchand, von Köln aus, am 20. Juli 1942 in das Vernichtungslager Maly Trostinez deportiert. Nach Ankunft in Minsk am 24. Juli 1942 wurden alle Menschen aus dem Kölner Transport (Da 219) ermordet. |
| Stolperstein Köln, Louis Marchand (Weißdornweg 36)        | Hier wohnte Louis Marchand (Jahrgang 1893) Deportiert 1942 Ermordet in Minsk | Weißdornweg 36 (Standort)                                          | Der Stolperstein erinnert an Louis Marchand, geboren am 21. November 1893 in Wesel. Der Schriftsetzer Louis Marchand war der Sohn von Jakob und Friedericke Marchand (geb. Herz). Verheiratet war er mit Helene Marchand (geb. Franken), gemeinsam hatten sie einen Sohn Lothar und eine Tochter Gertrud. Nach Umsiedlung und Inhaftierung im Zwangsarbeitslager Bardenberg wurde die gesamte Familie Marchand, von Köln aus, am 20. Juli 1942 in das Vernichtungslager Maly Trostinez deportiert. Nach Ankunft in Minsk am 24. Juli 1942 wurden alle Menschen aus dem Kölner Transport (Da 219) ermordet. |
| Stolperstein Köln, Alfred Sax (Häuschensweg 30)           | Hier wohnte Alfred Sax (Jahrgang 1905) Deportiert 1942 Theresienstadt Minsk Für tot erklärt                                                                                         | Häuschensweg 30 (Standort)                                         | Der Stolperstein erinnert an Alfred Sax, geboren am 5. Dezember 1905 im Kreis Aschendorf. Alfred Sax war der Sohn von Simon und Juni Sax (geb. Rosenthal). Verheiratet war er mit Lina Sax (geb. Wallach), gemeinsam hatten sie einen Sohn Harry und eine Tochter Sonja. Nach Umsiedlung und Inhaftierung im Zwangsarbeitslager Bardenberg wurde die gesamte Familie Sax, von Köln aus, am 20. Juli 1942 in das Vernichtungslager Maly Trostinez deportiert. Nach Ankunft in Minsk am 24. Juli 1942 wurden alle Menschen aus dem Kölner Transport (Da 219) ermordet. |
| Stolperstein Köln, Harry Sax (Häuschensweg 30)            | Hier wohnte Harry Sax (Jahrgang 1936) Deportiert 1942 Theresienstadt Minsk Für tot erklärt                                                                                          | Häuschensweg 30 (Standort)                                         | Der Stolperstein erinnert an Harry Sax, geboren am 16. Oktober 1936 in Köln. Harry Sax war der Sohn von Alfred und Lina Sax (geb. Wallach). Nach Umsiedlung und Inhaftierung im Zwangsarbeitslager Bardenberg wurde die gesamte Familie Sax, von Köln aus, am 20. Juli 1942 in das Vernichtungslager Maly Trostinez deportiert. Nach Ankunft in Minsk am 24. Juli 1942 wurden alle Menschen aus dem Kölner Transport (Da 219) ermordet. |
| Stolperstein Köln, Lina Sax (Häuschensweg 30)             | Hier wohnte Lina Sax, (geb. Wallach) (Jahrgang 1907) Deportiert 1942 Theresienstadt Minsk Für tot erklärt                                                                           | Häuschensweg 30 (Standort)                                         | Der Stolperstein erinnert an Lina Sax (geb. Wallach), geboren am 31. Oktober 1907 in Köln. Die Hausfrau Lina Sax war die Tochter von Markus Max und Helene Wallach (geb. Simon). Verheiratet war sie mit Alfred Sax, gemeinsam hatten sie einen Sohn Harry und eine Tochter Sonja. Nach Umsiedlung und Inhaftierung im Zwangsarbeitslager Bardenberg wurde die gesamte Familie Sax, von Köln aus, am 20. Juli 1942 in das Vernichtungslager Maly Trostinez deportiert. Nach Ankunft in Minsk am 24. Juli 1942 wurden alle Menschen aus dem Kölner Transport (Da 219) ermordet. |
| Stolperstein Köln, Sonja Sax (Häuschensweg 30)            | Hier wohnte Sonja Sax (Jahrgang 1937) Deportiert 1942 Theresienstadt Minsk Für tot erklärt                                                                                          | Häuschensweg 30 (Standort)                                         | Der Stolperstein erinnert an Sonja Sax, geboren am 18. November 1937 in Köln. Sonja Sax war die Tochter von Alfred und Lina Sax (geb. Wallach). Nach Umsiedlung und Inhaftierung im Zwangsarbeitslager Bardenberg wurde die gesamte Familie Sax, von Köln aus, am 20. Juli 1942 in das Vernichtungslager Maly Trostinez deportiert. Nach Ankunft in Minsk am 24. Juli 1942 wurden alle Menschen aus dem Kölner Transport (Da 219) ermordet. |
| Stolperstein für Katharina Suy (Vitalisstraße 218)        | Hier lebte zwangsweise Katharina Suy (Jahrgang 1926) Sowjetische Zwangsarbeiterin Lackfabrik Herbig-Haarhaus Medizinische Unterversorgung Tot 18. Dezember 1944                     | Vitalisstr. 218 (Verlegestelle Ecke Vogelsanger Straße) (Standort) | Der am 22. November 2017 verlegte Stolperstein erinnert an Katharina Suy, geboren am 1. Oktober 1926 in Kiew. Die Zwangsarbeiterin Katharina Suy starb am 18. Dezember 1944 im St. Franziskus-Hospital, Ehrenfeld (Schönsteinstraße 63) Im Personenstandsregister wurde als Todesursache Gelenkrheumatismus eingetragen. Der Stolperstein wurde von den Fraktionen in der Bezirksvertretung Ehrenfeld beim Rat der Stadt Köln im Gedenken an getötete Zwangsarbeiter*innen beantragt. |
| Stolperstein Köln, Helene Wallach (Häuschensweg 30)       | Hier wohnte Helene Wallach, geb. Simon (Jahrgang 1878) Deportiert 1941 Łódź 1942 Kulmhof Ermordet September 1942                                                                    | Häuschensweg 30 (Standort)                                         | Der Stolperstein erinnert an Helene Wallach (geb. Simon), geboren am 30. Dezember 1878 in Berrendorf. Helene Wallach war Ehefrau von Markus Max Wallach die Mutter von Lina Sax. Sie wurde mit dem 16. Transport am 30. Oktober 1941, von Köln aus, in das Ghetto Litzmannstadt deportiert, von dort aus im September 1942 in das Vernichtungslager Kulmhof. |
| Stolperstein Köln, Markus Max Wallach (Häuschensweg 30)   | Hier wohnte Markus Max Wallach (Jahrgang 1877) Deportiert 1941 Łódź Ermordet 5. Mai 1942                                                                                            | Häuschensweg 30 (Standort)                                         | Der Stolperstein erinnert an Markus Max Wallach, geboren am 2. November 1877 in Köln. Markus Max Wallach war der Ehemann von Helene Wallach (geb. Simon) und der Vater von Lina Sax. Er wurde mit dem 16. Transport am 30. Oktober 1941, von Köln aus, in das Ghetto Litzmannstadt deportiert, dort starb er am 28. Dezember 1941. |

## Quelle
- NS-Dokumentationszentrum - Stolpersteine | Erinnerungsmale für die Opfer des Nationalsozialismus (Stadtteilliste Bickendorf)